# Haiximita
Haiximita (de l'àrab هاشمي, hāximī) foren diverses dinasties àrabs provinents dels Banu Hàixim o ‘descendents de Hàixim [ibn Abd-Manaf]’, que era el besavi del profeta Muhàmmad. Els Banu Hàixim eren un clan influent de la tribu dels quraix, la tribu dominant a la Meca en temps de l'adveniment de l'islam. Una de les dinasties haiximites és la que regna actualment a Jordània.
En els segles VIII al X es va donar el nom de haiximites als abbàssides o als seus partidaris, ja que aquests al·legaven els seus drets en la successió mascle del Profeta derivada directament del seu besavi Hàixim (la descendència d'Ali, en ser per via de Fàtima az-Zahrà, filla de Mahoma) era femenina. En realitat però el nom va derivar d'una organització políticoreligiosa existent sota els omeies anomenada haiximiyya que considerava que l'imamat havia passat de l'alida Muhàmmad ibn al-Hanafiyya al seu fill Abu-Hàixim i a la mort d'aquest el 716, els haiximiyya es van dividir en diverses branques la principal de les quals creia que l'imamat havia arribat als abbàssides a través de Muhàmmad ibn Alí ibn Abd-Al·lah ibn al-Abbàs. Aquests haiximiyya que actuaven al Khurasan foren els que van donar major suport a la propaganda abbàssida.

## Dinasties haiximites
Algunes de les dinasties haiximites són:
- Dinastia haiximita del Hijaz (la Meca), vegeu xerifs haiximites i haiximites del Hijaz
- Dinastia haiximita de Jordània, vegeu haiximites de Jordània
- Dinastia haiximita de l'Iraq, vegeu haiximites de l'Iraq
- Dinastia haiximita de Beihan (o Bayhan) al Iemen
- Dinastia haiximita de Derbent, vegeu haiximites de Bab al-Abwad

## Haiximites de Bab al-Abwad
Els haiximites de Bab al-Abwad foren una dinastia haiximita que va governar a Bab al-Abwad (moderna Derbend, Derbent o Darband) entre els segles IX i XI. Bab al-Abwad fou conquerida pels àrabs al segle vii (643) i va constituir la província del califat més al nord a la zona del Caucas. Bab al-Abwad era de gran importància estratègica i comercial, ja que era el pas natural cap al nord del Caucas i centre del comerç de tota la zona de la mar Càspia. Al nord de Derbend els territoris estaven sota l'autoritat més o menys efectiva del kanat dels khàzars encara que a les muntanyes del Caucas diversos pobles es mantenien independents com els àvars o els ossets. Bab al-Abwad tenia al sud la província de Xirvan (modern Azerbaidjan) i al sud-oest la província de l'Arran, totes considerades dins la zona de frontera; més a l'oest de l'Arran estaven Armènia i Geòrgia sempre independents o semi independents. La tribu àrab principal que es va establir a la zona fou la dels Banu Sulaym que a Bab al-Abwad va tenir com a clients una família notable origen dels haiximites.
Amb la decadència del califat, el governador local de Bab al-Abwad, Haixim ibn Suraka, es va proclamar independent vers el 869. Quasi el mateix temps els yazídides es feien independents a Xirvan i uns anys després els xaddàdides a l'Arran (951/952). Al segle ix, i segurament abans, la regió era governada pels Haxímides, que en el segle X estaven relacionats amb els xahs de Xirvan.
Haixim va morir el 884/885. Els seus successors es coneixen per una crònica anònima i per la prova de les monedes. La seva història fou una continuada sèrie de lluites contra invasors com khàzars, rus, eslaus, xivànides i georgians. Foren requerits com aliats i de vegades com a mercenaris i es va produir una gran barreja ètnica sense que cap grup fos clarament més fort que altres.
Internament les lluites faccionals tribals foren freqüents entre elles i contra les agrupacions urbanes; també com a terra de frontera, hi havia nombrosos ghazis (voluntaris per la guerra santa de diversos orígens) que s'enfrontaven a les tribus i a les organitzacions urbanes generalment de caràcter professional.
La dinastia va viure alguns conflictes successoris entre el cap de família (el més vell dels membres de la dinastia) i els fills del governant difunt com el 915/916 o el 997; Maymun ibn Ahmad (976-997) va enfrontar diverses revoltes i per un temps el territori fou ocupat pel xirwanxah. El 1032 els haxímides van capturar i destruir una columna invasora russa. El darrer emir va enfrontar algunes revoltes i va acabar assassinat el 1065, i el país va caure en mans dels xirwanxahs (reis de Xirvan), i al cap de poc, almenys nominalment, dels seljúcides, però la família haiximita va conservar encara un paper local considerable. Al segle xiii, amb els mongols, la població turcmana va esdevenir majoritaria.

### Llista d'emirs
- Haixim ibn Suraka 869-884/885
- Amr o Umar ibn Haixim 884/885-885/886
- Muhammad ibn Haixim 885/886-915/916
- Abu l-Nadjm ibn Moḥammad 915/916 (rebel)
- Abd al-Malik ibn Haixim 915/916-938/939
- Ahmad ibn Abd al-Malik 938/939-976
- Maymun ibn Ahmad 976-997
- Muhammad ibn Aḥmad 997
- Laixkhari ibn Maymun 997-1002
- Mansur ibn Maymun 1002-1034
- Abd al-Malik ibn Mansur 1034-1043
- Mansur ibn Abd al-Malik 1043-1065